# Zespół Państwowych Szkół Plastycznych im. Józefa Szermentowskiego w Kielcach
Zespół Państwowych Szkół Plastycznych im. Józefa Szermentowskiego w Kielcach – zespół publicznych szkół artystycznych w Kielcach, w skład którego wchodzą: Ogólnokształcąca Szkoła Sztuk Pięknych i Liceum Plastyczne. W zespole szkół uczy się ponad 300 uczniów w 13 klasach. Szkoła kształci w następujących specjalnościach: techniki graficzne, techniki rzeźbiarskie oraz formy użytkowe: ceramika artystyczna, techniki malarskie i pozłotnicze, tkanina artystyczna, meblarstwo artystyczne.
Dewiza szkoły brzmi: Ars, scientia et labor (łac. Sztuka, nauka i praca).

## Historia
Kielecki Zespół Szkół Plastycznych wywodzi się z Wojewódzkiej Szkoły Rzemiosł Artystycznych, która została założona jesienią 1945 r. dzięki staraniom Henryka Czarneckiego, który był też długoletnim dyrektorem szkoły.
Początkowo szkoła funkcjonowała w kilku nieprzystosowanych do nauczania budynkach, porozrzucanych po całym mieście. Brakowało wyposażenia pracowni, które były niezbędne do funkcjonowania szkoły o profilu artystycznym.
Następcą dyrektora Czarneckiego był Stefan Dulny, jeden z pierwszych absolwentów kieleckiego Plastyka. To za czasów jego dyrekcji, Szkoła uzyskała nową siedzibę przy obecnej ulicy Radiowej i budynek internatu. Dyrektor Stefan Dulny sfinalizował również budowę budynku pracowni. W roku 1972 kieleckie liceum otrzymało imię Józefa Szermentowskiego.
Kolejnym dyrektorem szkoły był od roku 1979 Tadeusz Maj. Pod jego rządami Szkoła zmieniła profil działania. Powołano nowe specjalizacje, unikatowe w skali kraju. Nauczyciele otrzymali daleko idącą autonomię w konstruowaniu programów autorskich i doborze form ich realizacji. Szkoła nawiązała kontakty zagraniczne. Praktyki i plenery w krajach Europy Zachodniej stały się rzeczywistością. Zapoczątkowano lata monograficzne i spotkania z wybitnymi osobowościami świata kultury, sztuki i nauki. Reorganizacje Szkoły prowadzone od 1986 roku uczyniły ją największą średnią szkołą artystyczną w Polsce. W 1996 roku z inicjatywy Bronisława Maja w murach szkoły powstał teatr Ecce Homo, który od 2000 roku organizował coroczny Przegląd Teatrów Alternatywnych. Od 2007 roku teatr przeniósł się do własnej siedziby, która mieści się w Kielcach w zabudowaniach dawnej Bazy Zbożowej.
Obecnie funkcję dyrektora pełni Maria Kowalczyk, absolwentka kieleckiego liceum.

## Struktura i kadra

### Państwowa Ogólnokształcąca Szkoła Sztuk Pięknych (POSSP)
Jest to 5-letnia szkoła artystyczna dająca wykształcenie plastyczne oraz ogólne w zakresie gimnazjum i liceum profilowanego, kończąca się maturą. Obok bloku zajęć ogólnokształcących szkoła ta prowadzi zajęcia artystyczne: historia sztuki, rysunek i malarstwo, rzeźba, podstawy projektowania, podstawy fotografii i filmu. Po ukończeniu klasy drugiej uczniowie wybierają specjalizację, którą kontynuują do końca edukacji w szkole. Uwieńczeniem nauki jest praca dyplomowa w zakresie rysunku i malarstwa oraz wybranej specjalizacji, realizowana w ostatniej klasie tuż przed egzaminem maturalnym.
W POSSP istnieją następujące specjalizacje:
- reklama wizualna
- techniki rzeźbiarskie
- techniki graficzne /grafika warsztatowa i komputerowa
- artystyczne techniki malarskie i pozłotnicze
- tkanina artystyczna
- ceramika artystyczna.

### Liceum Plastyczne
Jest to 4-letnia szkoła artystyczna dająca specjalistyczne wykształcenie plastyczne oraz ogólne w zakresie liceum profilowanego, kończąca się maturą. Uczniowie rozpoczynający naukę mają możliwość wyboru następujących specjalizacji:
- reklama wizualna
- techniki rzeźbiarskie
- artystyczne techniki malarskie i pozłotnicze
- tkanina artystyczna
- ceramika artystyczna
- meblarstwo artystyczne.

Uzupełnieniem głównego przedmiotu zawodowego są zajęcia artystyczne: historia sztuki, rysunek i malarstwo, rzeźba, podstawy projektowania, podstawy fotografii i filmu. W ostatniej klasie uczniowie zdają egzamin dyplomowy z rysunku i malarstwa oraz wybranej specjalizacji i egzamin maturalny.

### Kadra
W szkole pracuje ponad 70 nauczycieli, w tym około 40 nauczycieli przedmiotów artystyczno-zawodowych. W internacie opiekę wychowawczą sprawuje 12 nauczycieli. Ponadto w szkole i internacie zatrudnionych jest ponad 50 pracowników administracji i obsługi. Nauczyciele to w większości absolwenci szkoły.

## Edukacja
Edukacja przebiega w dwóch zasadniczych blokach przedmiotowych : ogólnokształcącym i artystycznym. W przekazywaniu wiedzy ogólnej szczególny nacisk położony jest na przedmioty humanistyczne i naukę języków obcych, wiodący język angielski oraz język francuski lub niemiecki. Wśród przedmiotów bloku artystycznego obok głównego, wybranego kierunku dominują rysunek i malarstwo, podstawy projektowania i historia sztuki.
Treści programowe realizowane są poprzez:
- zajęcia dydaktyczne
- sesje naukowe z udziałem wybitnych autorytetów w dziedzinie nauki i sztuki
- plenery i praktyki krajowe i zagraniczne
- konkursy
- wycieczki krajowe i zagraniczne.

Zdecydowana większość zajęć odbywa się z podziałem na kilku lub kilkunastoosobowe grupy. Uczniowie objęci są programami profilaktycznymi, mają zapewnioną opiekę psychologiczno-pedagogiczną. W pierwszych latach nauki młodzież ma obowiązkowe zajęcia na krytym basenie.

## Kierunki

### Reklama wizualna
Kształtowanie komunikatu wizualnego. Różnorodność form przekazu. Projekty dwuwymiarowe i trójwymiarowe. Struktura i budowa form przestrzennych. Projektowanie przestrzeni użytkowych i ekspozycyjnych.
Uczniowie wykonują:
- projekty znaków graficznych
- opracowanie linii reklamowej dla instytucji i firm m.in. logo, foldery, katalogi, wizytówki, strony WWW, makiety stoisk ekspozycyjnych
- prace w zakresie projektowania, modelowania, wyobraźni przestrzennej oraz aranżacji wnętrz.

### Ceramika artystyczna
Projektowanie i realizacja wyrobów ceramicznych. Poszukiwanie autorskich rozwiązań plastycznych i technologicznych związanych z tworzywem ceramicznym.
Uczniowie wykonują:
- płaskie i przestrzenne formy użytkowe i dekoracyjne z wykorzystaniem różnorodności tworzyw ceramicznych m.in. glina, porcelana, porcelit i techniki naszkliwne.

### Techniki malarskie i pozłotnicze
Kształtowanie umiejętności świadomego posługiwania się technikami malarskimi i pozłotniczymi w oparciu o wzory dawnych mistrzów. Procesy technologiczne i materiały stosowane w realizacji zadań malarskich i pozłotniczych.
Uczniowie wykonują:
- prace inspirowane i kopie malarstwa minionych epok w technikach wodnych, pastelowych i olejnych na kartonie, pergaminie, płótnie i desce
- ramy według projektów autorskich lub kopie do obrazów i luster
- złocenia z zastosowaniem technik tradycyjnych i współczesnych

### Techniki rzeźbiarskie
Studia z natury i prace z wyobraźni o zróżnicowanej problematyce formalnej i treściowej.
Uczniowie wykonują:
- formy przestrzenne i reliefowe
- rzeźba w drewnie, możliwość wykorzystania polichromii i technik złotniczych
- rzeźba w kamieniu
- odlewy z brązu.

### Tkanina artystyczna
Różnorodność rodzajów i technik tkackich. Tkanina tradycyjna i współczesna tkanina artystyczna – unikatowa i eksperymentalna.
Uczniowie wykonują:
- gobeliny
- miniatury tkackie
- tkackie formy przestrzenne
- tkaniny nicielnicowe.

### Techniki graficzne
Grafika warsztatowa i komputerowa. Konstruowanie komunikatu wizualnego. Techniki i technologie stosowane w użytkowych, reklamowych i wydawniczych technikach graficznych.
Uczniowie wykonują:
- grafikę warsztatową m.in. linoryt, sucha igła, akwaforta
- projekty użytkowe z wykorzystaniem grafiki wektorowej i bitmapowej
- projekty grafiki w sieciach komputerowych, strony www
- proste animacje cyfrowe.

### Meblarstwo artystyczne
Projektowanie i realizacja unikatowych obiektów meblarskich z uwzględnieniem zasad ergonomii, funkcji, konstrukcji i formy plastycznej. Tradycja artystyczna i technologiczna w meblarstwie a współczesne projektowanie mebli.
Uczniowie wykonują:
- kopie mebli zabytkowych
- meble stylizowane
- meble współczesne według projektów autorskich
- renowację mebli

## Znani absolwenci
- Marian Czapla – profesor ASP w Warszawie
- Ireneusz Daczka – rzeźbiarz
- Stanisław Gierada – profesor ASP w Gdańsku
- Wincenty Kućma – profesor ASP w Krakowie
- Leszek Mądzik – dyrektor i kierownik artystyczny Sceny Plastycznej KUL w Lublinie
- Antoni Janusz Pastwa – profesor ASP w Warszawie
- Marian Rumin – dyrektor BWA w Kielcach
- Janusz Sobczyk – kreator i właściciel artystycznej pracowni witraży i mozaik oraz architektury sakralnej Ars Antiqua
- Stanisław Wójcikowski – profesor ERO ONAC w Soisy sur Seine.